# Liste der Einträge im National Register of Historic Places in Carson City
Diese Liste der Einträge im National Register of Historic Places in Carson City enthält alle in Carson City, Nevada in das National Register of Historic Places eingetragenen Gebäude, Bauwerke, Objekte, Stätten oder historischen Distrikte. Carson City ist eine unabhängige Stadt und gehört somit keinem County an.
Diese Liste entspricht dem Bearbeitungsstand des National Park Service/National Register of Historic Places vom 25. Oktober 2024.

## Legende
| NRHP | Historic Place             |
| NHL  | National Historic Landmark |
| HD   | National Historic District |

## Aktuelle Einträge
| [ 2 ] | Name                                                | Bild                                            | Eintragsdatum                 | Lage | Ort         | Beschreibung |
| ----- | --------------------------------------------------- | ----------------------------------------------- | ----------------------------- | --- | ----------- | ------------ |
| 1     | Adams House                                         | Adams House                                     | 10. Juni 1999 ID-Nr. 99000700 | 990 N. Minnesota St. 39° 10′ 9″ N, 119° 46′ 11″ W                                                            | Carson City |              |
| 2     | Bank Saloon                                         | Bank Saloon                                     | 10. Dez. 1980 ID-Nr. 80004483 | 418 S. Carson Street 39° 9′ 40″ N, 119° 45′ 58″ W                                                            | Carson City |              |
| 3     | Belknap House                                       | Belknap House                                   | 30. Okt. 1997 ID-Nr. 97001302 | 1206 N. Nevada Street 39° 10′ 9″ N, 119° 46′ 4″ W                                                            | Carson City |              |
| 4     | Brougher Mansion                                    | Brougher Mansion                                | 11. Aug. 1980 ID-Nr. 80004274 | 204 W. Spear Street 39° 10′ 0″ N, 119° 46′ 22″ W                                                             | Carson City |              |
| 5     | Carson Brewing Company                              | Carson Brewing Company                          | 18. Aug. 1978 ID-Nr. 78003210 | 102 S. Division Street 39° 9′ 49″ N, 119° 46′ 7″ W                                                           | Carson City |              |
| 6     | Carson City Civic Auditorium                        | Carson City Civic Auditorium                    | 19. Juni 1990 ID-Nr. 90000912 | 813 N. Carson Street 39° 9′ 36″ N, 119° 45′ 19″ W                                                            | Carson City |              |
| 7     | Carson City Post Office                             | weitere Bilder                                  | 9. Feb. 1979 ID-Nr. 79003440  | 401 N. Carson Street 39° 10′ 0″ N, 119° 45′ 57″ W                                                            | Carson City |              |
| 8     | Carson City Public Buildings                        | Carson City Public Buildings                    | 2. Okt. 1987 ID-Nr. 87001625  | Carson Street 39° 9′ 49″ N, 119° 46′ 41″ W                                                                   | Carson City |              |
| 9     | Dr. William Henry Cavell House                      | Dr. William Henry Cavell House                  | 22. Juni 1987 ID-Nr. 86001655 | 402 W. Robinson Street 39° 10′ 2″ N, 119° 46′ 46″ W                                                          | Carson City |              |
| 10    | Orion Clemens House                                 | Orion Clemens House                             | 12. März 1979 ID-Nr. 79003439 | 502 N. Division Street 39° 10′ 0″ N, 119° 46′ 7″ W                                                           | Carson City |              |
| 11    | Abraham Curry House                                 | weitere Bilder                                  | 30. März 1987 ID-Nr. 87000501 | 406 N. Nevada Street 39° 9′ 57″ N, 119° 46′ 8″ W                                                             | Carson City |              |
| 12    | Dat So La Lee House                                 | weitere Bilder                                  | 6. Juni 1994 ID-Nr. 94000553  | 331 W. Proctor Street 39° 9′ 55″ N, 119° 46′ 3″ W                                                            | Carson City |              |
| 13    | Foreman-Roberts House                               | Foreman-Roberts House                           | 3. Jan. 1978 ID-Nr. 78003213  | 1217 N. Carson Street 39° 10′ 19″ N, 119° 45′ 57″ W                                                          | Carson City |              |
| 14    | The Glenbrook                                       | The Glenbrook                                   | 1. Mai 1981 ID-Nr. 81000702   | 600 N. Carson Street 39° 10′ 7″ N, 119° 43′ 54″ W                                                            | Carson City |              |
| 15    | Governor’s Mansion                                  | weitere Bilder                                  | 22. Okt. 1976 ID-Nr. 76002242 | 606 Mountain Street 39° 10′ 4″ N, 119° 46′ 19,9″ W                                                           | Carson City |              |
| 16    | Kitzmeyer Furniture Factory                         | Kitzmeyer Furniture Factory                     | 22. Juni 1987 ID-Nr. 87000714 | 319 N. Carson Street 39° 9′ 58″ N, 119° 45′ 15″ W                                                            | Carson City |              |
| 17    | Lakeview House                                      | Lakeview House                                  | 5. Jan. 1978 ID-Nr. 78003211  | U.S. Route 395, südlich des E. Lake Boulevard 39° 12′ 29″ N, 119° 48′ 13″ W                                  | Carson City |              |
| 18    | Leport-Toupin House                                 | Leport-Toupin House                             | 16. Sep. 1985 ID-Nr. 85002407 | 503 E. Telegraph Street 39° 9′ 57″ N, 119° 45′ 42″ W                                                         | Carson City |              |
| 19    | Marlette Lake Water System                          | Marlette Lake Water System                      | 16. Sep. 1992 ID-Nr. 92001162 | zwischen dem Marlette Lake und im Osten bis zur Nevada State Route 80 39° 13′ 15″ N, 119° 49′ 17″ W          | Carson City |              |
| 20    | McKeen Motor Car #70                                | McKeen Motor Car #70                            | 6. Sep. 2005 ID-Nr. 05000968  | Nevada State Railroad Museum 39° 8′ 55″ N, 119° 46′ 3″ W                                                     | Carson City |              |
| 21    | Lew M. Meder House                                  | weitere Bilder                                  | 2. Aug. 1978 ID-Nr. 78003075  | 308 N. Nevada Street 39° 9′ 56″ N, 119° 46′ 4″ W                                                             | Carson City |              |
| 22    | Nevada State Capitol                                | weitere Bilder                                  | 10. Juni 1975 ID-Nr. 75002126 | 101 N. Carson Street 39° 9′ 50″ N, 119° 45′ 54″ W                                                            | Carson City |              |
| 23    | Nevada State Printing Office                        | Nevada State Printing Office                    | 29. März 1978 ID-Nr. 78003212 | 101 S. Fall Street 39° 9′ 49″ N, 119° 45′ 50″ W                                                              | Carson City |              |
| 24    | Nevada State Prison                                 | Nevada State Prison                             | 22. Sep. 2015 ID-Nr. 15000320 | 3301 E. 5th Street 39° 9′ 37″ N, 119° 44′ 15″ W                                                              | Carson City |              |
| 25    | Gov. James W. Nye Mansion                           | weitere Bilder                                  | 16. Apr. 1975 ID-Nr. 75002128 | 108 N. Minnesota Street 39° 9′ 52″ N, 119° 46′ 11″ W                                                         | Carson City |              |
| 26    | Olcovich-Meyers House                               | Olcovich-Meyers House                           | 29. Juli 1993 ID-Nr. 93000682 | 214 W. King Street 39° 9′ 51″ N, 119° 46′ 3″ W                                                               | Carson City |              |
| 27    | Ormsby-Rosser House                                 | Ormsby-Rosser House                             | 17. Mai 1979 ID-Nr. 79003437  | 304 S. Minnesota Street 39° 9′ 44″ N, 119° 46′ 11″ W                                                         | Carson City |              |
| 28    | Raycraft Ranch                                      | Raycraft Ranch                                  | 4. Mai 1976 ID-Nr. 76002243   | nördlich von Carson City, an der U.S. Route 395 39° 11′ 32″ N, 119° 46′ 44″ W                                | Carson City |              |
| 29    | Rinckel Mansion                                     | weitere Bilder                                  | 20. Nov. 1975 ID-Nr. 75002129 | 102 N. Curry Street 39° 9′ 51″ N, 119° 46′ 1″ W                                                              | Carson City |              |
| 30    | Gov. Reinhold Sadler House                          | Gov. Reinhold Sadler House                      | 2. März 1979 ID-Nr. 79003436  | 310 Mountain Street 39° 9′ 55″ N, 119° 46′ 19,9″ W                                                           | Carson City |              |
| 31    | St. Charles-Muller’s Hotel                          | St. Charles-Muller’s Hotel                      | 27. Mai 1982 ID-Nr. 82003209  | 302-304-310 S. Carson Street 39° 9′ 43″ N, 119° 45′ 58″ W                                                    | Carson City |              |
| 32    | St. Peter’s Episcopal Church                        | weitere Bilder                                  | 3. Jan. 1978 ID-Nr. 78003215  | 312 N. Division Street 39° 9′ 56″ N, 119° 46′ 9″ W                                                           | Carson City |              |
| 33    | George L. Sanford House                             | George L. Sanford House                         | 19. Dez. 1994 ID-Nr. 94001472 | 405 N. Roop Street 39° 10′ 3″ N, 119° 42′ 47″ W                                                              | Carson City |              |
| 34    | Sears–Ferris House                                  | weitere Bilder                                  | 9. Feb. 1979 ID-Nr. 79003438  | 311 W. 3rd Street 39° 9′ 44″ N, 119° 46′ 6″ W                                                                | Carson City |              |
| 35    | Second Railroad Car No. 21                          | Second Railroad Car No. 21                      | 1. Dez. 1978 ID-Nr. 78003214  | Nevada State Railroad Museum, an der 2180 S. Carson Street 39° 8′ 51″ N, 119° 46′ 6″ W                       | Carson City |              |
| 36    | David Smaill House                                  | weitere Bilder                                  | 16. Sep. 1985 ID-Nr. 85002408 | 313 W. Ann Street 39° 10′ 16″ N, 119° 46′ 6″ W                                                               | Carson City |              |
| 37    | William Spence House                                | William Spence House                            | 18. Juli 1985 ID-Nr. 85001602 | 308 S. Thompson Street 39° 9′ 45″ N, 119° 46′ 14″ W                                                          | Carson City |              |
| 38    | Stewart Indian School                               | weitere Bilder                                  | 18. Sep. 1985 ID-Nr. 85002432 | südlich von Carson City, in der Nähe der U.S. Route 395 39° 6′ 51″ N, 119° 45′ 21″ W                         | Carson City |              |
| 39    | U.S. Mint                                           | weitere Bilder                                  | 5. Sep. 1975 ID-Nr. 75002127  | 600 N. Carson Street 39° 10′ 3″ N, 119° 45′ 59″ W                                                            | Carson City |              |
| 40    | Virginia and Truckee Railroad Depot-Carson City     | Virginia and Truckee Railroad Depot-Carson City | 30. Sep. 1998 ID-Nr. 98001208 | 729 N. Carson Street 39° 10′ 4″ N, 119° 45′ 55″ W                                                            | Carson City |              |
| 41    | Virginia and Truckee Railway Locomotive No. 27      | Virginia and Truckee Railway Locomotive No. 27  | 27. Okt. 2004 ID-Nr. 04001198 | Nevada State Railroad Museum, an der 2180 S. Carson Street 39° 8′ 58″ N, 119° 46′ 0″ W                       | Carson City |              |
| 42    | Virginia and Truckee RR. Engines No. 18, The Dayton | weitere Bilder                                  | 18. Dez. 1973 ID-Nr. 73002245 | Nevada State Railroad Museum, an der Straßenecke der Colorado und Carson Street 39° 8′ 50″ N, 119° 45′ 55″ W | Carson City |              |
| 43    | Wabuska Railroad Station                            | weitere Bilder                                  | 30. Aug. 1984 ID-Nr. 84002070 | S. Carson Street 39° 9′ 0″ N, 119° 46′ 0″ W                                                                  | Carson City |              |
| 44    | West Side Historic District                         | West Side Historic District                     | 2. Nov. 2011 ID-Nr. 11000785  | zwischen der Curry, Mountain, 5th und John Street 39° 9′ 59″ N, 119° 46′ 13″ W                               | Carson City |              |